# Високошвидкісна пасажирська лінія Пекін—Гонконг
Високошвидкісна пасажирська лінія Пекін—Гонконг (кит.: 京广深港高速铁路) — широкомасштабний проект з організації безпересадкового залізничного сполучення між найбільшими містами Китаю та провінційними центрами, що з'єднує столицю Китаю Пекін, столицю провінції Хебей місто Шицзячжуан, столицю провінції Хенань місто Чженчжоу, столицю провінції Хубей місто Ухань, столицю провінції Хунань місто Чанша, столицю провінції Гуандун місто Гуанчжоу, найбільший промисловий конгломерат Шеньчжень і Гонконг. Залізниця будується паралельно вже існуючій трасі Пекін—Гонконг, яка не задовольняє сучасним вимогам за швидкістю і пасажиропотоку.
Проект є частиною глобального проекту будівництва мережі високошвидкісних залізниць у Китаї, основна частина якої відповідає формулі «4 + 4» — чотири високошвидкісних лінії з півночі на південь, і чотири зі сходу на захід.
Ця траса довжиною близько 2230 км розрахована на рух зі швидкістю 350 км/год (з міркувань безпеки у 2011 року знижено до 300 км/год). Залізниця будується ділянками, які по черзі вводяться в експлуатацію. Початок будівництва першого етапу — 23 червня 2005 року. Перший етап (Ухань—Гуанчжоу) був пущений в 2009 році, в кінці 2011 року залізниця була продовжена далі до міста Шеньчжень, північну ділянку дороги Пекін—Ухань поетапно відкрито в кінці 2012 року. Останню невелику ділянку до гонконзького кордону (14 км) і в Гонконзі до вокзалу Західний Цзюлун затримується, і очікується до 2015—2016 років.
Траса тягнеться з півночі на південь і складається з таких ділянок:
- Швидкісна залізниця Пекін — Шицзячжуан (281 км)— введено в експлуатацію в кінці 2012 року.
- Швидкісна залізниця Шицзячжуан — Ухань (840 км) — введено в експлуатацію в кінці 2012 року, ділянка Чженчжоу — Ухань відкрилася в кінці вересня 2012[1].
- Швидкісна залізниця Ухань — Гуанчжоу (968 км) — введена в експлуатацію в 2009 році.
- Швидкісна залізниця Гуанчжоу — Шеньчжень — Гонконг (142 км) — у грудні 2001 року введена в експлуатацію основна частина залізниці Гуанчжоу—Шеньчжень (102 км), не доходячи 14 км до гонконзького кордону (станція Футянь). Планується повне введення в експлуатацію в 2015—2016 роках. Передбачалося завершити будівництво раніше, але виникли труднощі. Після великої аварії у Веньчжоу в 2011 році різко посилилися вимоги до залізничного будівництва. Крім того в Гонконзі виникла опозиція проекту.

## Сполучення з іншими високошвидкісними магістралями
- У Шеньчжені залізниця з'єднується з Прибережною високошвидкісною пасажирською лінією Шанхай — Ханчжоу — Фучжоу — Шеньчжень
- в Чанша залізниця перетинається з Високошвидкісною пасажирською лінією Шанхай — Куньмін.
- В Ухані залізниця перетинається з Високошвидкісною пасажирською лінією Шанхай — Ухань — Ченду.
- У Чженчжоу залізниця перетинається з Високошвидкісною пасажирською лінією Сюйчжоу — Ланьчжоу.
- У Шицзячжуані залізниця перетинається з Високошвидкісною пасажирською лінією Циндао — Тайюань.

## Ресурси Інтернету
- M. Kreutzer, U. Schröck: 1000 km Neubaustrecke für Hochgeschwindigkeits-Eisenbahn Guangzhou-Wuhan. In: Bautechnik 84, Heft 8, 2007, S. 583—586[недоступне посилання з березня 2019] (PDF-Datei; 1,29 MB)
- Fahrplan Wuhan–Guangzhou